# Internowanie łańcuchów
Internowanie łańcuchów lub internalizacja łańcuchów – metoda przechowywania i dostępu do obiektów typu String, w której identyfikatorem konkretnego obiektu znajdującego się w pamięci jest unikatowy łańcuch znaków stanowiący jednocześnie jego wartość. Bezpośrednie odwołania do tak przechowywanego obiektu polegają na podaniu jego nazwy jednoznacznie identyfikującej jego instancję, niezależnie od umiejscowienia w kodzie.
Internalizację łańcuchów można zobrazować stosując porównanie do obiektów tworzonych na podstawie klasy string z języka C++:
```
#include
 
<iostream>

#include
 
<string>

using
 
std
::
string
;

int
 
main
 
(
int
 
argc
,
 
char
 
*
argv
[])

{

  
string
 
a
(
"tekst"
);

  
string
 
b
(
"tekst"
);

  
const
 
char
 
*
ap
 
=
 
a
.
c_str
();

  
const
 
char
 
*
bp
 
=
 
b
.
c_str
();

  
std
::
cout
 
<<
 
"a = "
 
<<
 
a
 
<<
 
" ("
 
<<
 
&
ap
 
<<
 
")"
 
<<
 
std
::
endl

            
<<
 
"b = "
 
<<
 
b
 
<<
 
" ("
 
<<
 
&
bp
 
<<
 
")"
 
<<
 
std
::
endl
;

  
return
(
0
);

}

```

Gdyby w powyższym przykładzie użyto łańcuchów internalizowanych zamiast typowych obiektów typu string to wartości stałych wskaźnikowych ap i bp byłyby takie same. Ponieważ w C++ nie istnieje wbudowana internalizacja łańcuchów, więc aby to osiągnąć należy użyć zewnętrznej klasy.

## Obsługa
Większość języków obsługujących internalizację łańcuchów pozwala tworzyć ich nazwy w dynamiczny sposób, na przykład z użyciem innych zmiennych i wyrażeń, tak jak w poniższym kodzie Ruby’ego:
```
a
 
=
 
"te"

b
 
=
 
"kst"

c
 
=
 
:tekst

puts
 
'adres symbolu o nazwie w zmiennej c      = '
 
+
 
c
.
object_id
.
to_s

puts
 
'adres symbolu o nazwie w zmiennych a i b = '
 
+
 
:"
#{
a
+
b
}
"
.
object_id
.
to_s
    
# dynamicznie utworzona nazwa symbolu

```

Aby dostęp do internalizowanych obiektów był możliwy kompilator lub interpreter danego języka programowania tworzy wewnętrzną pulę internowania łańcuchów (ang. string intern pool), w której dochodzi do odwzorowania łańcuchów tekstowych będących ich identyfikatorami na wskaźniki do miejsc w pamięci pod którymi się znajdują. Nazwa internalizacja lub internowanie oznacza, że ten sposób obsługi obiektów polega na nadawaniu stworzonym w trakcie działania programu łańcuchom „wewnętrznego” znaczenia. Dzięki tej operacji stają się one semantycznie istotnym elementem programu, zbliżonym do nazw zmiennych.

## Zastosowania
Łańcuchy internalizowane używana są do obsługi często prezentowanych komunikatów tekstowych (np. stałych informacji diagnostycznych lub ich przedrostków), a także w połączeniu ze strukturami danych, które używają łańcuchów jako indeksów (np. tablice asocjacyjne). To ostatnie zastosowanie daje programiście pewność, że nie dojdzie do przypadkowej zmiany przechowywanego w zmiennej klucza indeksującego.
Dzięki internalizacji można uniknąć zbędnego duplikowania łańcuchów znaków i zaoszczędzić ilość pamięci zajmowanej przez uruchomiony program. Odwoływanie się do łańcuchów wskazywanych za pomocą ich nazw jest też wygodne w użyciu, szczególnie tam, gdzie znaczenie ma dynamiczny ich wybór dokonywany w zależności od warunków umieszczonych w programie – przyspiesza więc proces tworzenia i zwiększa czytelność kodu. Wadą internowania łańcuchów jest nieco dłuższy czas potrzebny na ich utworzenie lub dostęp do nich.

## Internalizacja w językach programowania
Internowanie łańcuchów dostępne jest w niektórych nowych, obiektowych językach programowania, włączając w to Pythona, Javę, Ruby’ego i języki działające w ramach platformy programistycznej  Microsoft .NET. W niektórych językach użycie internalizacji wymaga jedynie posłużenia się odpowiednią składnią, a w innych konieczne jest wykorzystanie odwołania specjalnej klasy. Na przykład w Javie pojedyncza kopia każdego łańcucha, nazywana też jego internem, jest obsługiwana za pomocą metody klasy String o nazwie String.intern().

### Java
W Javie internalizacja obsługiwana jest za pomocą metody intern() należącej do klasy String:
```
class
 
Internalizacja
 
{

  
public
 
static
 
void
 
main
(
String
[]
 
args
)
 
{

    
String
 
a
 
=
 
"tekst"
;

    
String
 
b
 
=
 
new
 
StringBuffer
(
"te"
).
append
(
"kst"
).
toString
();

    
System
.
out
.
println
(
"przed intern"
);

    
if
 
(
a
 
==
 
b
)
 
{

        
System
.
out
.
println
(
""
 
+
 
a
.
hashCode
()
 
+
 
" i "
 
+
 
b
.
hashCode
()
 
+
  
" - ten sam obiekt"
);

    
}

    
String
 
c
 
=
 
a
.
intern
();

    
String
 
d
 
=
 
b
.
intern
();

    
System
.
out
.
println
(
"po intern"
);

    
if
 
(
c
 
==
 
d
)
 
{

        
System
.
out
.
println
(
""
 
+
 
c
.
hashCode
()
 
+
 
" i "
 
+
 
d
.
hashCode
()
 
+
  
" - ten sam obiekt"
);

    
}

  
}

}

```

Warto zauważyć, że stałe tekstowe Javy są internalizowane automatycznie:
```
class
 
Internalizacja
 
{

  
public
 
static
 
void
 
main
(
String
[]
 
args
)
 
{

    
String
 
a
 
=
 
"tekst"
;

    
String
 
b
 
=
 
new
 
StringBuffer
(
"te"
).
append
(
"kst"
).
toString
().
intern
();

    
if
 
(
a
 
==
 
b
)
 
{

        
System
.
out
.
println
(
""
 
+
 
a
.
hashCode
()
 
+
 
" i "
 
+
 
b
.
hashCode
()
 
+
  
" - ten sam obiekt"
);

    
}

  
}

}

```

### Ruby
W języku Ruby internalizacja stosowana jest w odniesieniu podstawowego typu danych zwanego symbolem. Poniższy fragment kodu pokazuje różnicę między zwykłymi łańcuchami tekstowymi a łańcuchami internalizowanymi:
```
puts
 
"Przypisanie tekstu"

a
 
=
 
"tekst"

b
 
=
 
"tekst"

puts
 
'adres a = '
 
+
 
a
.
object_id
.
to_s

puts
 
'adres b = '
 
+
 
b
.
object_id
.
to_s

puts
 
"Przypisanie symbolu"

a
 
=
 
:tekst

b
 
=
 
:tekst

puts
 
'adres a = '
 
+
 
a
.
object_id
.
to_s

puts
 
'adres b = '
 
+
 
b
.
object_id
.
to_s

```

Po jego wykonaniu otrzymamy na przykład:
```
 Przypisanie tekstu
 adres a = 82110
 adres b = 82150
 Przypisanie symbolu
 adres a = 101378
 adres b = 101378

```

W przypadku użycia internalizowanych łańcuchów (w języku Ruby nazywanych symbolami) obiekty a i b zajmują ten sam obszar w pamięci.

## Historia
Pierwsze konstrukcje oznaczające internalizowane łańcuchy pojawiły się w języku programowania Lisp pod nazwą symboli atomowych lub atomów. Struktura danych używana do utrzymywania takiej puli łańcuchów nosiła nazwę oblist (w przypadku listy połączonej) lub obarray (w przypadku zaimplementowania jej w formie tablicy).